# Rue Cihelná
 (septembre 2019).
 La rue Cihelná est une voie de Prague. Située dans le quartier de Malá Strana, elle forme une arche qui commence et se termine dans la rue U Lužického semináře.

## Origine du nom
Elle porte le nom Cihelná, brique en français, en raison de la présence d'une briqueterie.

## Historique
Depuis le Moyen Âge, l'argile a été extraite dans les rues pour la production de briques et de tuiles. En 1781, un ingénieur, mathématicien et entrepreneur tchèque Franz Anton Leonard Herget (1741–1800) fonde la briqueterie Herget construite à la fin du XVIIIe siècle à partir d'argile de qualité. Elle abrite aujourd'hui le musée Franz Kafka et le cabinet de bijoux de Prague,.
Le nom de la rue a changé au fil du temps :
- le nom original : « Rasuv vrsek » d'après l'équarrissage local
- de 1780 à 1870 : « La Briqueterie »[5]
- Depuis 1870 : « Brique »

## Bâtiments remarquables et lieux de mémoire
- Briqueterie Herget - No 2[6],[7]
- Restaurant Malostranska pivnice - No 3[8]

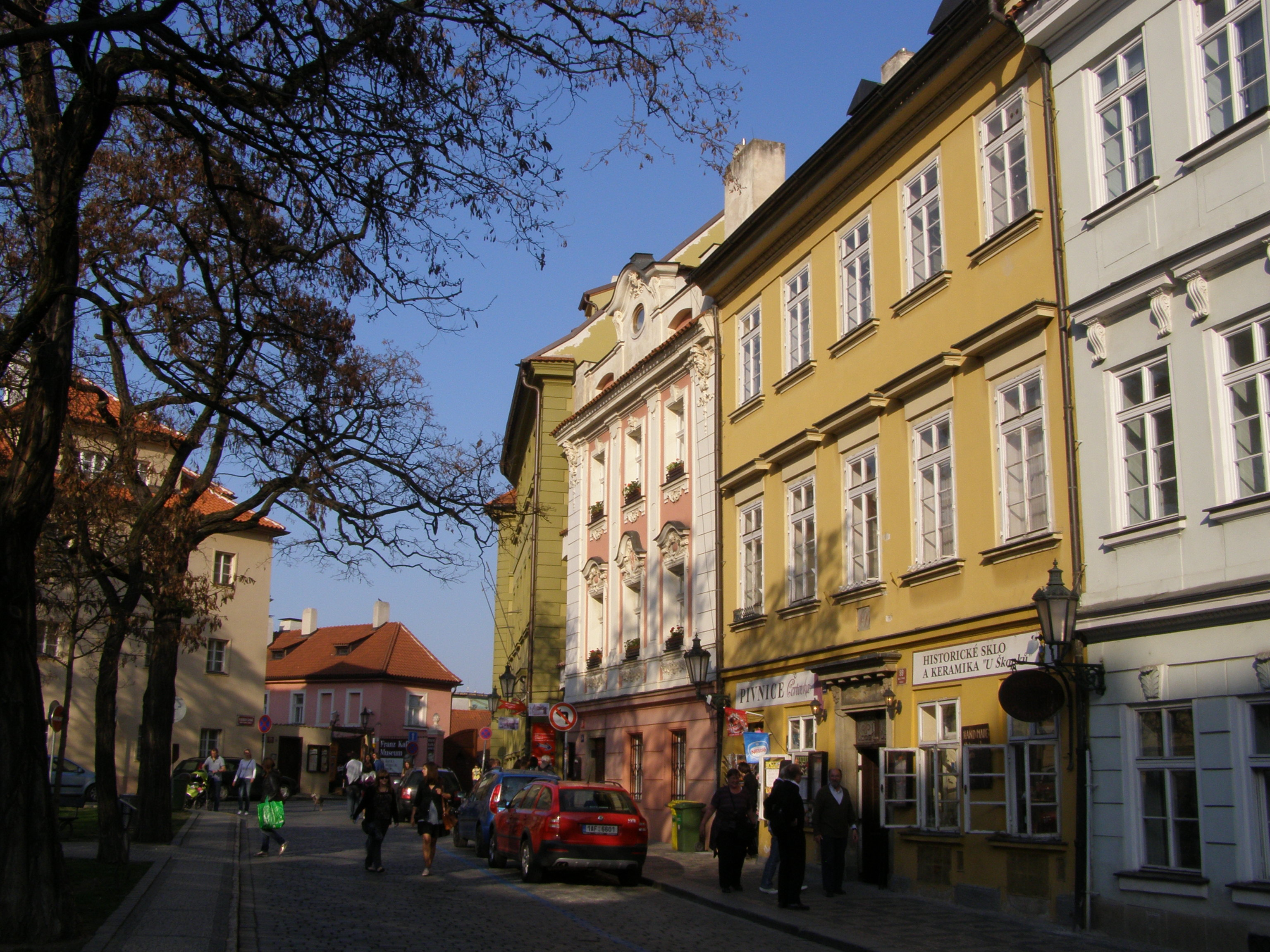
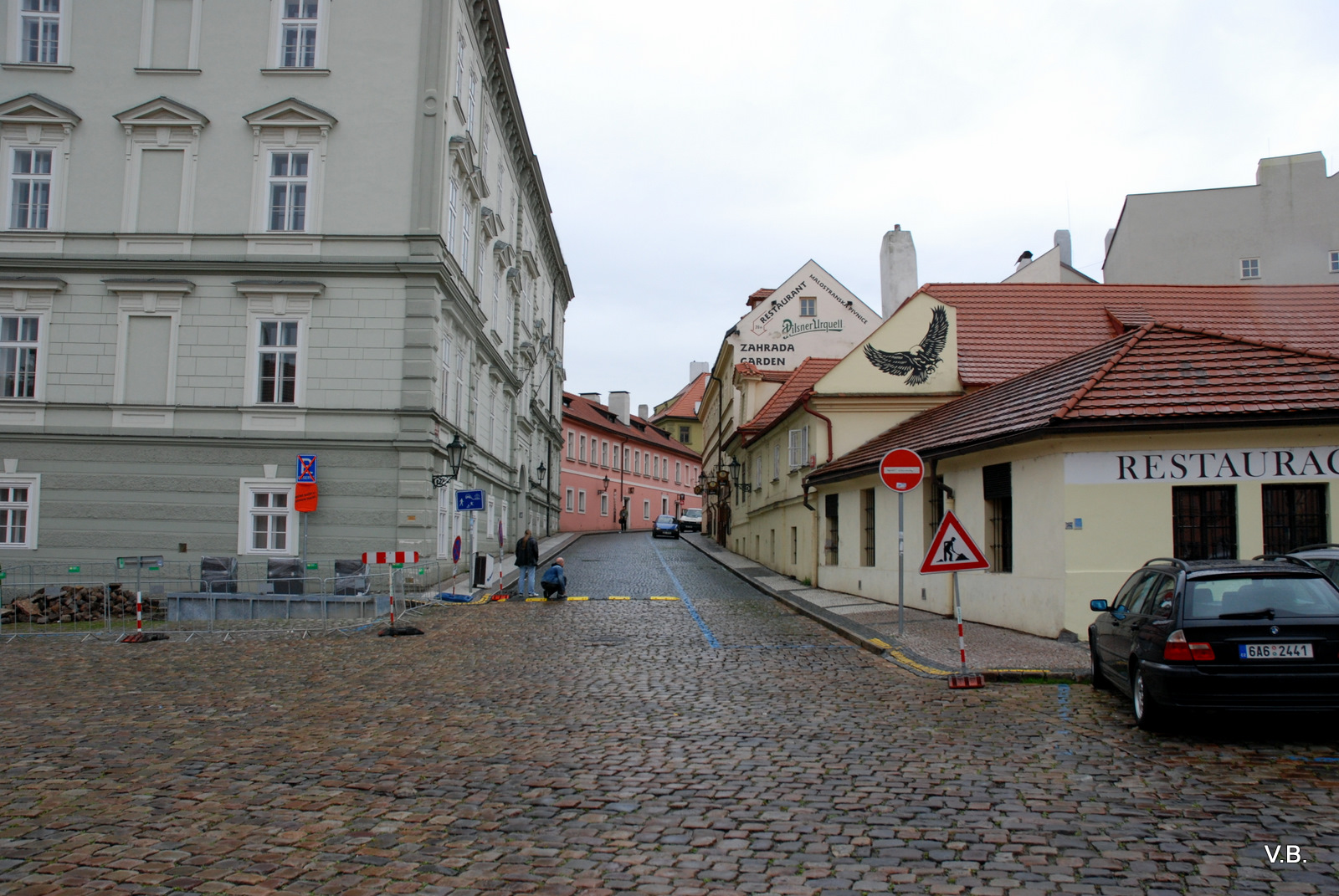
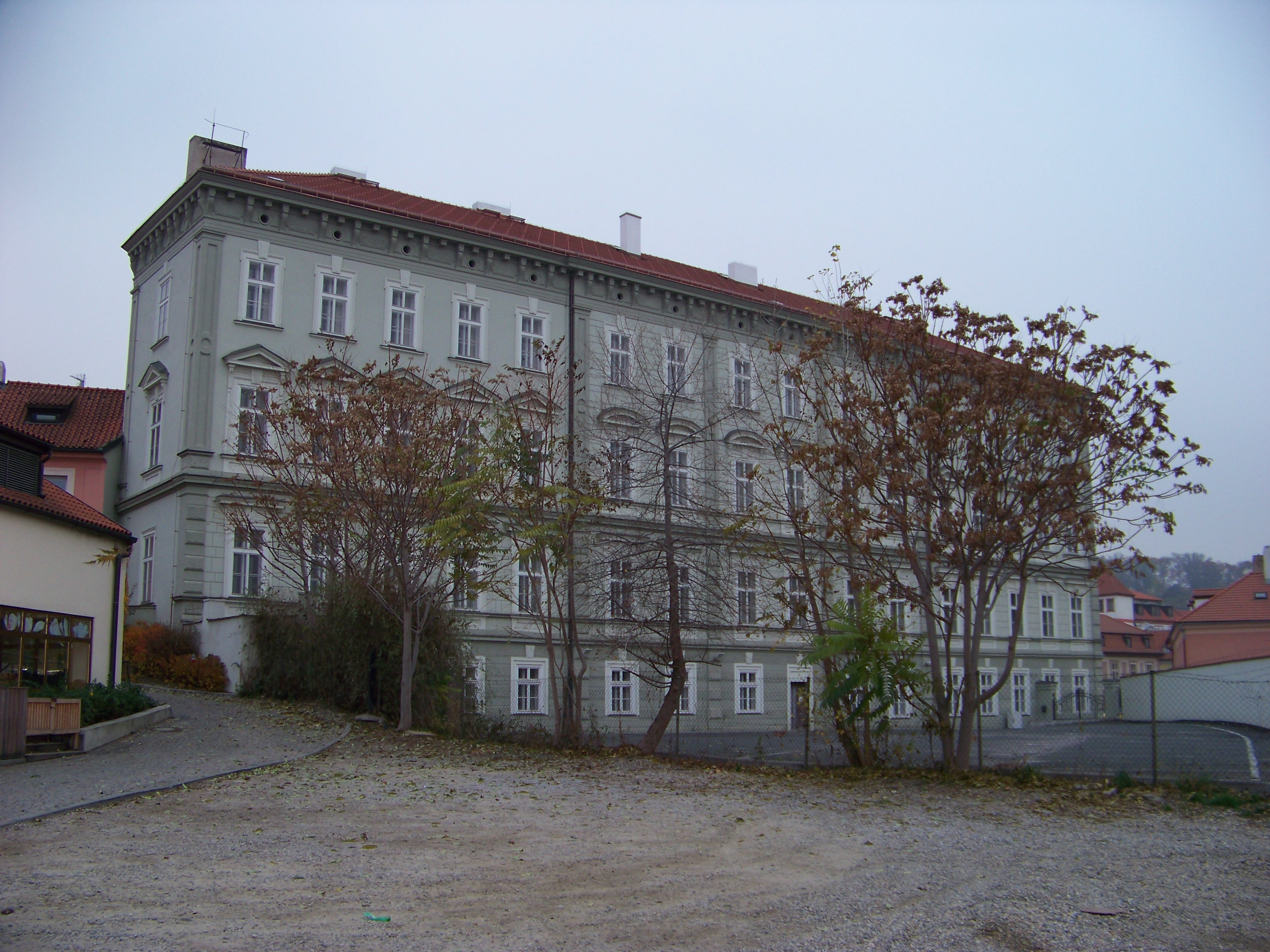